# Raffaele Maffei
Raffaele o Raffaello Maffei, llamado el Volaterranus, Volterrano o incluso Rafael de Volterra (Roma, 17 de febrero de 1451 - Volterra, 25 de enero de 1522) fue un humanista, historiador, enciclopedista y teólogo italiano.

## Biografía
Aunque algunos presumen que nació en Volterra, Toscana, Raffaello Maffei nació en Roma, hacia donde su familia emigró más tarde en 1466 cuando su padre fue nombrado secretario del papa Pío II, puesto que conservó también bajo Paulo II y Sixto IV. En 1477, acompañó a Hungría al cardenal Giovanni d'Aragona en su legación al rey Matthias Corvinus. Habiendo sido disuadido de hacerse franciscano por Gaspare da Firenze, se casó y volvió a Volterra para establecerse allí. Pasó el resto de su vida consagrado al estudio y en su propia casa estableció una Academia en el que daba conferencias sobre filosofía y teología. Muy devoto y piadoso, fundó el convento de la Orden de las hermanas pobres de Santa Clara en Volterra, muriendo en olor de santidad. En contra de lo que hubiera deseado, su hermano erigió a su memoria un espléndido monumento en la iglesia de San Lino que había dotado Raffaello; el monumento fue obra de Silvio Cosini, Stagio Stagi y Fra Giovanni Angelo Montorsoli, OSM.
Dejó, bajo el título de Commentariorum urbanorum Libri octo et triginta, una enciclopedia en treinta y ocho libros, de los cuales los doce primeros tratan sobre geografía, los once siguientes de biografías, y los últimos sobre todas las ciencias de la época, en especial sobre filología. Se trata, pues, de una distinción entre Geografía, Antropología y Filología. Esta enciclopedia tuvo un gran éxito (se imprimió en ocho ocasiones hasta 1603). Su estructura más detallada consta de un primer libro con la tabla de contenido y un índice por clases; los libros 2-12, geografía; 13-23, vidas de los hombres ilustres, de los cuales los papas le ocupan el vigesimosegundo y los emperadores el vigesimotercero; los libros 24-27 versan sobre animales y plantas; el 28, sobre metales, gemas, piedras, casas y otros objetos inanimados; el 34, sobre gramática y retórica; el 35, sobre matemáticas, aritmética, geometría, óptica, catóptrica, astronomía y astrología; y del 36 al 38 sobre obras de Aristóteles.
Su enciclopedia contribuyó a integrar en la búsqueda de conocimientos unos dominios otras veces considerados como secundarios por la Iglesia, como la geografía y las biografías. Publicada por vez primera en Roma en 1506, este grueso in-folio de 844 páginas fue reimpreso en París en 1526 y está disponible en Google books.
Las vidas de los papas Sixto IV, Inocencio VIII, Alejandro VI y Pío III fueron publicadas por separado (Venecia, 1518) tomadas de los Commentarii y en ellas Maffei ataca implacablemente la vida desordenada de la corte romana. En Volterra escribió además compendios de Filosofía y de Teología: De christiana institutione y De philosophia prima (Roma, 1518) en la que sigue a Duns Escoto. Tradujo del griego al latín la Odisea de Homero, el Oeconomicus de Jenofonte, la Guerra gótica de Procopio, Sermones et Tractatus de San Basilio, algunos sermones de San Juan Damasceno y de San Andrés de Creta; También escribió el Vita B. Jacobi de Certaldo. Su hermano mayor Antonio participó en la conjura de los Pazzi.
Mantuvo comunicación epistolar con papas, cardenales y otros eruditos. El manuscrito de la obra a la que llamó Peristromata quedó incompleto y fue a parar a la Biblioteca Barberiniana.